# Religionsphilosophie
Die Religionsphilosophie ist eine philosophische Disziplin, die die Erscheinungsformen und den theoretischen Gehalt von Religion bzw. Religionen zum Gegenstand hat. Sie versucht, systematisch und rational auf Fragen nach der Vernünftigkeit religiöser Aussagen, nach Wesen und Formen von Religionen und ihrer praktischen Bedeutung im Leben des Menschen Antwort zu geben. Sie kann sich auch als Religionskritik oder als sprachphilosophische Analyse der Form religiöser Sprachen manifestieren.
Die Schwerpunkte der historisch entwickelten Religionsphilosophien sind dabei unterschiedlich. Einige verfolgen ein hermeneutisches Ziel und wollen verständlich machen, was das Eigentümliche der Religion ist. Dabei gehen sie von der Betrachtung einer bestimmten Religion aus, die sie aus einer Innenperspektive adäquat zu erfassen versuchen. Andere Ansätze stellen die Überprüfung der von Seiten der Religion erhobenen Geltungsansprüche in den Vordergrund. Sie prüfen, ob mit religiösen Aussagen überhaupt sinnvolle Behauptungen aufgestellt werden und ob diese sich rechtfertigen lassen. Reduktionistische Ansätze versuchen, die Religion als Produkt externer Faktoren (Lebenswille, Triebkonflikte, evolutionsbiologische Mechanismen etc.) zu deuten. Solche Ansätze stehen in einem engen Zusammenhang mit der Religionskritik, da sie davon ausgehen, dass sich religiöse Geltungsansprüche nicht als solche einlösen lassen und Religion prinzipiell ersetzbar ist.
Inwieweit es überhaupt das Ziel der Religionsphilosophie sein kann, zu allgemeinen Aussagen zu kommen, ist umstritten. So bezeichnet Ludwig Wittgenstein das „Streben nach Allgemeinheit“ als eine der Krankheiten des Verstandes, deren Ursache in „unserer Voreingenommenheit für die naturwissenschaftliche Methode“ liege. William James spricht von der „Vielfalt der religiösen Erfahrung“; ihr entspreche eine Vielfalt an Möglichkeiten, sie zu reflektieren.

## Religionsphilosophie

### Abgrenzung zu anderen Disziplinen
| - Religionswissenschaft - historischer Teil: - Religionsgeschichte - systematischer Teil: - Religionspsychologie - Religionssoziologie - Religionspolitologie (Teilgebiet der Politikwissenschaft) - Theologie - historischer Teil: - Kirchen-, Dogmen-, Theologiegeschichte - systematischer Teil: - Dogmatik - Moraltheologie - Fundamentaltheologie |

Wie die Religionsphilosophie befassen sich auch die beiden wissenschaftlichen Disziplinen Religionswissenschaft und Theologie mit Religionen, religiösen Aussagen und Phänomenen.
Die Religionswissenschaft ist eine historische und empirische Disziplin. Sie beschreibt und erklärt religiöse Anschauungen, lässt aber die Frage offen, ob sie richtig sind. In ihrem historischen Teil untersucht sie als Religionsgeschichte Entwicklung, Inhalte und Erscheinungsformen der einzelnen Religionen sowie die Einflüsse verschiedener Religionen aufeinander. In ihrem systematischen Teil geht es ihr um generelle religiöse Phänomene und ihre Zusammenhänge, um das Wesen von Religion im Allgemeinen und Typen von Religionen, religiöser Erfahrungen und Praktiken. Ferner diskutiert sie die Frage, ob es allgemeine Gesetze oder Tendenzen für die Entwicklung von Religionen gibt. Zur systematischen Religionswissenschaft zählen außerdem Theorien über das Entstehen religiöser Anschauungen und über deren Abhängigkeit von psychischen, sozialen und ökonomischen Bedingungen. Als Teildisziplinen der systematischen Religionswissenschaft können die Religionspsychologie und die Religionssoziologie angesehen werden. Während die Religionspsychologie sich mit der psychologischen Seite des religiösen Lebens und Erlebens und deren Bedingungen befasst, beschäftigt sich die Religionssoziologie mit den gesellschaftlichen Faktoren der Entwicklung von Religionen, ihre Wechselbeziehungen mit sozialen Lebensformen und die Struktur religiöser Gemeinschaften und Institutionen. Die Religionspolitologie, welche das Verhältnis von Religion und Politik erforscht, versteht sich dagegen als ein Teilbereich der politikwissenschaftlichen Disziplin Politische Theorie und Ideengeschichte.
Im Unterschied zur Religionswissenschaft gibt es viele Theologien. Eine Theologie bezieht sich immer auf eine bestimmte Religion. Der Theologe beschreibt, erläutert und systematisiert nicht nur wie der Religionswissenschaftler die Glaubensinhalte der betreffenden Religion, sondern vertritt diese und macht selbst religiöse Aussagen. Die Aufgabe einer Theologie ist es, die Glaubensinhalte der betreffenden Religion zu erhellen und zu entfalten. Sie bemüht sich um eine begriffliche Klärung und Bestimmung von Glaubensinhalten und verwendet dabei wissenschaftliche Methoden. In ihrer wissenschaftlichen Form ist sie vor allem eine Erscheinung des Christentums, das sich in der Auseinandersetzung mit Philosophie und Wissenschaften entfaltete. Auch in der Theologie gibt es systematische und historische Teildisziplinen. Die historische Theologie befasst sich mit den Texten und dem theologischen Gehalt der biblischen Schriften, mit Kirchen-, Dogmen- und Theologiegeschichte und arbeitet wie die Geschichtswissenschaft mit der historisch-kritischen Methode. Sie bewegt sich im Bereich deskriptiver Aussagen und steht daher der historischen Religionswissenschaft nahe. Zu den Disziplinen der systematischen Theologie gehören die Dogmatik, die Moraltheologie und die Fundamentaltheologie.
Anders als die Religionswissenschaft ist die Religionsphilosophie keine rein empirische Disziplin. Eine ihrer wichtigsten Fragen ist vielmehr die nach der Vernünftigkeit von Religion und Glauben. Im Unterschied zur Theologie ist für sie die Antwort auf diese Frage grundsätzlich offen. Zwar bemüht sich auch die Fundamentaltheologie um eine rationale Durchdringung des Glaubens, doch geschieht dies in ihr in der Form einer Rechtfertigung. Im Gegensatz zur Religionsphilosophie wird in der Theologie in letzter Instanz immer der Glaube und nicht die Vernunft als Maßstab des zu Glaubenden angesehen.

### Typen von Religionsphilosophien
Die historisch vertretenen Religionsphilosophien können nach Winfried Löffler in fünf Grundtypen klassifiziert werden, wobei faktisch bei vielen Autoren Motive aus mehreren dieser Typen einfließen:
1. Analyse und Artikulation religiöser Befindlichkeiten (zum Beispiel Friedrich Schleiermacher[6], Ludwig Wittgenstein[7]): es wird die besondere Art von Lebens- und Weltgefühl, die für die oder eine bestimmte Religion prägend ist, untersucht
2. Frage nach dem Wesen der Religion (zum Beispiel Rudolf Otto[8], Georg Wilhelm Friedrich Hegel[9], Martin Heidegger[10]): es wird versucht, die Komplexität des Phänomens Religion zu verstehen und eine Art „Wesen“ herauszuarbeiten
3. Analyse der religiösen Sprache: Untersuchung der Eigenart der religiösen Sprache und ihrer Unterschiede zu anderen Sprachverwendungsweisen
4. Klärung des Verhältnisses zwischen religiösen und anderen Erklärungen (zum Beispiel Richard Swinburne[11], Wittgenstein): es wird die Eigenart religiöser Erklärungen und ihre Ähnlichkeiten und Unterschiede zu anderen Erklärungsweisen näher herausgearbeitet
5. Verteidigung der Vernünftigkeit oder Unvernünftigkeit der Religion: es wird die Frage der Vernünftigkeit religiöser Erklärungen untersucht. Positionen, die diese bestreiten, werden häufig unter dem Stichwort „Religionskritik“ zusammengefasst. Als klassische Themen gehören hierher die Gottesbeweise und die Theodizee-Frage

## Religion

### Definitionsprobleme
Zur Definition des Begriffes „Religion“ und verwandter Begriffe können grundsätzlich essentialistische und funktionalistische Herangehensweisen unterschieden werden. Essentialistische Definitionsversuche gehen davon aus, dass so etwas wie ein gemeinsames „Wesen“ von Religion existiert. Als ein solches Wesen wurde unter anderem vorgeschlagen:
- der Bezug auf einen Gott oder Götter (Günter Lanczkowski[12])
- der Glaube an geistige, übermenschliche Wesen (Edward B. Tylor, Melford E. Spiro)
- eine heilige oder sakrale Sphäre, wobei das Heilige auch in irgendeiner Form erfahrungsmäßig zugänglich ist (Nathan Söderblom, Rudolf Otto, Gustav Mensching)

Essentialistische Definitionsversuche sind in der Regel abendländischen Religionsvorstellungen angelehnt. Es ist jedoch umstritten, ob diese für alle Religionen verallgemeinerbar sind. Dies gilt zum Beispiel für die Vorstellung eines Gottes als transzendentes Gegenüber oder für religiöse Praktiken wie das Gebet. Bezieht man sich nur auf die Phänomene, die tatsächlich allen Religionen gemeinsam sind, erhält man einen zu abstrakten Religionsbegriff, der für religionsphilosophische Analysen kaum mehr brauchbar ist.
Der Gefahr solcher Engführungen suchen funktionalistische Definitionsversuche zu entgehen. Diese fragen nicht nach dem „Wesen“ von Religionen, sondern danach, welche Funktion sie im Leben des Einzelnen und der menschlichen Gemeinschaften haben. Als Beispiele werden vor allem psychische und gesellschaftliche Stabilisierungsfunktionen genannt (Karl Marx, Émile Durkheim, Bronisław Malinowski, Talcott Parsons etc.). Kritiker werfen solchen Konzeptionen vor, dass sie oftmals der Erfahrung widersprechen, da Religionen auch ausgesprochen destabilisierende und harmoniestörende Wirkungen haben können.

### Merkmale von Religionen
Nach Franz von Kutschera kann „Religion“ verstanden werden als „ein Komplex von Lehren und Anschauungen, Normen, Haltungen und Praktiken, von gefühlsmäßigen Einstellungen, sprachlichen Ausdrucksformen, Symbolen und Zeichen, die das Leben einer Gemeinschaft bestimmen und sich in Institutionen ausprägen“. Der gemeinsame Bezugspunkt dieses „Komplexes“ ist das Transzendente.

#### Religiöse Anschauungen
Die wichtigste Komponente einer Religion bilden dabei religiöse Anschauungen. Kutschera gliedert diese in Annahmen und Sichtweisen.
Annahmen stellen die objektive Seite einer Anschauung dar. In ihnen werden – zum Beispiel in den zentralen Formeln des Glaubensbekenntnisses oder in theologischen Doktrinen – Aussagen über den Gegenstand formuliert. Sichtweisen dagegen bestimmen einen Gegenstand unter subjektiven Aspekten. Sie sind Weisen seines Erfahrens, die sich mit Worten zwar umschreiben, aber nicht vollständig auf den Begriff bringen lassen.
Eine Sichtweise ist immer mit einer Deutung verbunden; in sie gehen auch bestimmte Annahmen über die Gegenstände ein, wie sich umgekehrt auch Annahmen aus Sichtweisen ergeben. Religiöse Anschauungen sind dadurch charakterisiert, dass die empirische Welt und das menschliche Leben im Kontext einer umgreifenden, größeren Wirklichkeit gesehen werden. Dieser wird ein höherer Realitätsgrad zugesprochen, weswegen sie als die letztlich maßgebliche Realität für alle Phänomene des menschlichen Lebens, der Geschichte und der Natur aufgefasst wird.
Religiöse Anschauungen haben grundsätzlich einen Offenbarungscharakter. Das Transzendente wird zwar vom Gläubigen erfahren, aber einen bestimmteren Inhalt erhält diese Erfahrung erst im Lichte des Glaubens. Erst durch die Offenbarung des Transzendenten kann er etwas Zuverlässiges über es erfahren. Offenbarung kann dabei – bei personalen Religionen – als geschichtliches Handeln eines Gottes verstanden werden, oder auch – wie in apersonalen Religionen – als ewige Wahrheit, die von Sehern geschaut wird. Die Überzeugung von der Zuverlässigkeit der Offenbarung findet eine Stütze in ihrer gemeinsamen Anerkennung innerhalb der Religionsgemeinschaft. Diese bezeugt durch die Gemeinsamkeit ihrer Anschauungen im Kult die Realität des von ihr verehrten Göttlichen. Religionen weisen darüber hinaus einen Weg zum Heil. Dieses kann als die Befreiung aus konkreten irdischen Nöten verstanden werden oder als Erlösung von Schuld und Überwindung der Gottesferne sowie Erlangung des ewigen Lebens.

#### Normen und Haltungen
Die Anerkennung einer transzendenten Wirklichkeit drückt sich stets in Normen und Haltungen aus, die sich auf das Transzendente und das Verhältnis des Menschen zu ihm beziehen. Der transzendenten Wirklichkeit wird in Anbetung, Demut, Gehorsam, Liebe oder Furcht begegnet. Sein Wille wird als Maßstab des eigenen Verhaltens akzeptiert. Weiterhin enthält jede Religion einen mehr oder minder expliziten Sittenkodex, der festlegt, wie Menschen miteinander umgehen sollen und zum Teil auch, wie sie mit der Natur umgehen sollen.
Wichtiger als explizit formulierte Verhaltensnormen sind dabei Haltungen und Einstellungen. Denn es geht in den religiösen Ethiken nicht nur darum, religiöse Vorschriften zu erfüllen, sondern dem Willen oder der Heiligkeit Gottes gerecht zu werden und die rechte Gesinnung zu haben. So ist etwa im Christentum die Haltung der Nächstenliebe fundamentaler als die Gebote, nicht zu töten, zu betrügen oder zu stehlen, da eine solche Haltung auch ein Verhalten bestimmen kann, das sich nicht durch allgemeine Regeln erfassen lässt.

#### Gefühle und Einstellungen
Aufgrund seiner überragenden Bedeutung für das menschliche Leben ist das Transzendente immer auch Gegenstand religiöser Gefühle – wie zum Beispiel Liebe, Ehrfurcht, Vertrauen, Scheu oder Furcht.
Der gefühlsmäßige Bezug zum Göttlichen hat umgekehrt auch Einfluss auf die Selbstwertgefühle der Menschen. Sie können zum Beispiel durch Gefühle der Nichtigkeit, Ohnmacht oder Schuld geprägt sein.
Ferner beziehen sich religiöse Gefühle auch auf das menschliche Leben als Ganzes und können sich im positiven Fall als ein generelles Lebensvertrauen äußern.

#### Religiöse Sprache
Die Anschauungen, Haltungen und emotionalen Einstellungen einer Religion werden in einer Sprache ausgedrückt, die oft spezifische Vokabeln, Ausdrucksweisen, Formeln und Symbole enthält. Eine generelle Eigenart religiöser Aussagen besteht darin, dass sie Transzendentes weniger beschreiben als erlebnismäßig verdeutlichen. Die religiöse Sprache zielt nicht auf begriffliche Genauigkeit, sondern will uns das, wovon sie redet, in seiner Bedeutung für unser Leben verdeutlichen – es unserem Erleben und Fühlen, nicht nur unserem Denken nahebringen. Wie in der Sprache der Dichtung spielen daher in ihr Metaphern, Bilder und Gleichnisse eine große Rolle. Analog zur Dichtung liegt die eigentliche Bedeutung religiöser Aussagen oft nicht in dem, was sie ihrem wörtlichen Sinn nach besagen, sondern in der Art und Weise, wie sie uns etwas zeigen.

#### Kult
Zur Religion gehören Formen der Verehrung und des Umgangs mit dem Transzendenten, der Kult. In ihm drückt sich der Glaube in seinen Anschauungen, praktischen Haltungen und emotionalen Einstellungen aus.
Jede Religion entwickelt ihre speziellen Formen des Kults. In ihm können auch alte Formen aufbewahrt werden, die den gegenwärtigen Anschauungen nicht mehr voll entsprechen.
Eine wichtige Funktion des Kults ist es, die Gläubigen der Nähe und Wirklichkeit des Göttlichen zu versichern.
Religiöse Kulte können Gedächtnisfeiern sein, sie können aber auch der Wiederholung heiliger Ereignisse dienen, in denen sich deren Wirksamkeit erneuern soll.
Der Kult wird von der religiösen Gemeinde in genau festgelegten Worten und Handlungen vollzogen. Eine charakteristische Grundform des religiösen Kults ist das Opfer, in dem der Gottheit eine segenbringende Gabe dargebracht wird. Weiterhin werden oft die großen Ereignisse im Leben wie Geburt, Aufnahme in die Gemeinschaft der Erwachsenen, Hochzeit und Ernte im gemeinsamen Kult begangen.

#### Gemeinschaft und Institutionen
Religion ist ein soziales Phänomen; sie existiert immer nur innerhalb einer Gemeinschaft. Der Glaubende findet eine Religion als Tradition einer Gemeinschaft vor, in die er hineingeboren wird oder der er beitritt. Die Gemeinschaft organisiert sich in Institutionen. Zu den religiösen Pflichten gehören auch solche gegenüber der Gemeinschaft und ihren Institutionen.
Aufgrund ihres stets vorhandenen Gemeinschafts-Bezugs ist die private Ausübung einer Religion nicht in vollem Umfang möglich. Im privaten Rahmen können nur religiöse Anschauungen und Haltungen gepflegt werden, die aber in der Regel nur Modifikationen derjenigen der Religionsgemeinschaft darstellen.

### Zugänge zum Transzendenten

#### Immanenz und Transzendenz
Religionen unterscheiden in oder an der Gesamtwirklichkeit zwei Bereiche oder Aspekte, die einander als immanent und transzendent gegenübergestellt werden. Die Grenzen zwischen Immanentem und Transzendentem werden in den verschiedenen Konzeptionen sehr unterschiedlich gezogen, so dass das, was nach einer Konzeption transzendent ist, nach einer anderen als immanent angesehen wird. Generell gilt als immanent das, was uns in alltäglicher Erfahrung zugänglich ist: der Mensch und die Natur in ihren normalen Erscheinungen. Nicht alles aber, was äußerer oder innerer Erfahrung zugänglich ist, wird schon als immanent betrachtet (wie zum Beispiel das tägliche Aufgehen der Sonne, das als immer erneutes Wunder erscheinen kann).
Das Immanente wird nicht als autonomer, in sich geschlossener Teil der Gesamtwirklichkeit betrachtet, sondern als abhängig gegenüber dem Transzendenten und seinen Manifestationen. Das Transzendente wird in den Religionen als die größere Wirklichkeit aufgefasst: es ist das Absolute, das Unbedingte, die letzte, höchste Wirklichkeit, der letzte Grund der immanenten Erscheinungen. Es ist unserer normalen Erfahrung und unserem Begreifen nur zum Teil und nur in Annäherungen zugänglich und bleibt immer das mehr oder minder Unbegreifliche. Daher entzieht es sich auch, trotz eventueller (zum Beispiel magischer) Beeinflussungsmöglichkeiten, menschlicher Kontrolle.

#### Antwort auf existentielle Fragen
Religiöse Fragen stellen sich heute vorwiegend im praktischen Bereich, wo
es um Werte, Normen, Ziele und Sinnfragen geht.
Ihre theoretische Relevanz hat die Religion weithin verloren. Diese praktischen Fragen lassen sich aufgrund empirischer Beobachtungen und rationaler Argumente nicht entscheiden. Sie zielen über die immanente Wirklichkeit hinaus und erfordern zu ihrer Beantwortung den Rekurs auf etwas, das mögliche Erfahrungen übersteigt. Das Transzendente erscheint so primär als Quelle unbedingter Werte und als ein größerer Horizont, in dem menschliches Leben einen Sinn erhält, den es im empirischen Bereich nicht findet.

Zentrale Fragen dieser Art betreffen die Versöhnung von Interesse und Moral, das ontologische Fundament der Normen und Werte und den Sinn des individuellen Lebens und der Geschichte.
1. Versöhnung von Interesse und Moral
Einerseits haben wir ein legitimes Interesse an einem erfüllten, glücklichen Leben, andererseits ist es uns oft aus moralischen Gründen geboten, gegen unser legitimes Interesse zu handeln. Aus dem Faktum, dass das Streben nach Glückseligkeit und die Forderungen der Moral in diesem Leben divergieren, ergeben sich für Kant die Postulate der Unsterblichkeit und der Existenz Gottes. Nur Gott ist in der Lage, einen Zustand herzustellen, in dem die Menschen nicht nur Gutes wollen und tun, sondern auch eine ihrer moralischen Würdigkeit angemessene Glückseligkeit genießen.
2. Ontologisches Fundament von Normen und Werten
Wenn Wertungen keine objektive Grundlage hätten, sondern sich aus subjektiven Präferenzen ergäben, verschwände der verpflichtende Charakter moralischer Normen, da eigene Präferenzen oder die anderer Leute zu nichts verpflichten. Die Anerkennung sittlicher Pflichten erfordert daher eine Verankerung in einer als wertvoll erscheinende transzendenten Wirklichkeit. Siehe auch Ontologie.
3. Sinn des individuellen Lebens und der Geschichte
Die Frage nach dem Sinn des Lebens führt auf die Frage nach dem Sinn des Leidens und Scheiterns. Wir fragen uns, ob das, was uns an einem erfüllten Leben hindert, entgegen allem Anschein nicht doch irgendeine positive Funktion in einem größeren Zusammenhang hat.
Analoges gilt für den Sinn der Geschichte. Sie erscheint als „Schlachtbank […], auf welcher das Glück der Völker, die Weisheit der Staaten und die Tugend der Individuen zum Opfer gebracht“[24] wurden. Es stellt sich die Frage, ob diese Opfer einen Sinn haben, so dass „das Vergehen notwendig ist für das Entstehen von Größerem“.[25] Ein solcher Sinn lässt sich aber empirisch nicht feststellen, da sich in immanenter Betrachtung die geschichtlichen Entwicklungen allein aus der unübersehbaren Masse der Entscheidungen der einzelnen Individuen ergeben. Die Sinnfrage zielt so über eine immanente Betrachtung hinaus und richtet sich auf den Wert des Lebens und der Geschichte in einem größeren Kontext.

## Attribute Gottes in der theistischen Tradition

### Gott als Schöpfer
In den theistischen Traditionen wird die Welt als „Schöpfung“ Gottes bezeichnet. In einer zweiten Bedeutung wird unter „Schöpfung“ auch der Akt des Hervorbringens der Welt verstanden. Hier lassen sich im Wesentlichen drei Bedeutungsebenen unterscheiden:
- als zeitlicher Anfang der Welt. In der christlichen Schöpfungstheologie wird dieser Akt als creatio originans oder creatio ex nihilo verstanden.
- als Grund aller Wirklichkeit: die Welt wird als etwas verstanden, das von Gott von einem Augenblick zum anderen im Dasein erhalten wird (creatio continua).
- als Hervorbringung von qualitativ Neuem aus bereits Vorhandenem (creatio evolutiva): dieses schöpferische Wirken betrifft vor allem die Übergänge von unbelebter zu belebter Materie, von Leben zu Bewusstsein und Selbstbewusstsein.

Ergänzt werden diese Bedeutungsebenen in der christlichen Theologie vom Konzept der creatio nova, die dort als Erneuerung und Vollendung der bereits vorhandenen Wirklichkeit verstanden wird.

#### Creatio originans
Die erste Bedeutung von Schöpfung bezieht sich auf den zeitlichen Anfang des Universums. Nach der in Christentum, Judentum und Islam vorherrschenden Tradition hat Gott das Universum aus dem Nichts erschaffen, entweder in einer anfangslosen Zeit oder zusammen mit der Zeit. Alles, was außer Gott existiert, wurde entweder unmittelbar von Gott ins Dasein gerufen oder verdankt seine Existenz indirekt diesem anfänglichen Schöpfungsakt Gottes. Gott wird somit als „die unmittelbare oder mittelbare Entstehungsursache all dessen verstanden, was existiert“.

#### Creatio continua
Mit dem Konzept der creatio continua wird ausgedrückt, dass die Welt von Gott unentwegt im Sein erhalten wird. Die creatio continua spielt in vielen theologischen Ansätzen die Schlüsselrolle, so dass Schöpfung überhaupt nicht mehr mit einem etwaigen Anfang des Universums, sondern ausschließlich mit seiner Erhaltung assoziiert wird. Es wird dabei vorausgesetzt, das Seiende habe eine gewisse Tendenz, sich wieder in nichts aufzulösen. Nur weil und solange Gott dieser Tendenz „erhaltend“ entgegenwirkt, gibt es überhaupt Seiendes.

#### Creatio evolutiva
Der Gedanke von der creatio evolutiva kam auf mit der Erkenntnis, dass sich sämtliche makroskopischen Systeme erst über lange Zeiträume entwickelt haben; ansonsten ließen sich diese Systeme nicht mehr als von Gott erschaffen auffassen. Die Erschaffung neuer Seinsformen ist nach diesem Konzept – als Ergänzung oder Alternative zum Konzept der „creatio ex nihilo“ – als göttliche Formung eines bereits vorhandenen „Materials“ und nicht als ursprünglicher Schöpfungsakt zu verstehen. Diese Schöpfungsvorstellung ist religionsgeschichtlich weit verbreitet. Einer ihrer ideengeschichtlich einflussreichsten Vertreter war Platon mit seiner Auffassung des Weltschöpfers (Demiurgen), der die unerschaffene Urmaterie nach dem Urbild der ewigen Ideen formte. Im 20. Jahrhundert griff Alfred North Whitehead auf diese Vorstellung zurück und propagierte sie als Alternative zur traditionellen christlichen Schöpfungslehre
Die creatio evolutiva entspricht der gegenwärtigen darwinistischen Standardtheorie zur Erklärung von Leben und Bewusstsein. Umstritten ist, ob die darwinistischen Prinzipien zur Erklärung der Evolution ausreichen. Ein klassisches theistisches Konzept hierzu stellt die Lehre vom Wirken Gottes durch Zweitursachen dar, wonach Gott mittels weltlicher Ursachen in die Welt eingreife und die Geschöpfe dazu befähigt habe, sich selbst zu entfalten und zu „überbieten“.

#### Creatio nova
Die Lehre von der creatio nova wird in der christlichen Theologie charakterisiert als Erneuerung und Vollendung der Welt. Dabei geht es nach christlicher Vorstellung nicht nur um die letzte Vollendung des einzelnen Menschen bei der Auferstehung der Toten am Jüngsten Tag oder um die letzte Vollendung der Welt als ganzer bei der Wiederkunft Christi am Ende der Zeiten, sondern um ein Geschehen, das schon mitten im Leben des Einzelnen beginnen kann und in der Geschichte der Welt schon begonnen hat.

### Allmacht
Die Überzeugung, dass Gott an Macht alles Geschaffene überragt, zählt zum Kernbestand aller theistischen Traditionen.

#### Paradox der Allmacht
In erster Annäherung lässt sich unter „Allmacht“ die Fähigkeit verstehen, schlechthin alles tun zu können, was man tun will. Diese Auffassung von der Allmacht Gottes führt jedoch zum so genannten „Paradox der Allmacht“. Danach lassen sich Zustände formulieren, die, wenn Gott sie bewirken kann, die Allmacht Gottes untergraben. Das klassische Beispiel dafür ist die Frage, ob Gott einen Stein erschaffen kann, der so schwer ist, dass er ihn nicht heben kann. Falls Gott keinen solchen Stein erschaffen könnte, wäre er gemäß der ursprünglichen Auffassung nicht allmächtig. Falls er es könnte, wäre er ebenfalls nicht allmächtig, weil es dann einen Stein geben würde, den er nicht heben könnte. Die Standardlösung für diese Aporie besteht darin, dass man die Klasse der Zustände, die Gott aktualisieren kann, auf die Klasse der widerspruchsfrei beschreibbaren Zustände zu beschränken. Gott kann in seiner Allmacht alle Zustände realisieren, es sei denn, sie sind in sich widersprüchlich und damit logisch unmöglich.
Über das logisch Unmögliche hinaus wird häufig aus der Allmacht Gottes auch das ausgeschlossen, was seinem göttlichen Wesen widerspricht. Gott kann danach auch Zustände, die seinem eigenen göttlichen Wesen widersprechen, nicht herbeiführen. Er kann zum Beispiel nichts sittlich Schlechtes tun, wenn zu seinem Wesen die sittliche Vollkommenheit gehört oder er kann sich nicht selbst in Nichts auflösen, wenn sein Wesen durch sich Sein selbst definiert ist (Thomas von Aquin). In Anlehnung an die Privationslehre kann das sittlich Schlechte als Mangel (an Gutem) verstanden werden. Demnach ist schlechtes Tun gar kein Können und keine Macht und daher auch nicht Teil der Allmacht.

#### Wirken Gottes in der Welt
Zur Frage, wie sich Gottes allmächtiges Wirken in der Welt denken lässt, existieren grundsätzlich folgende Modelle:
1. Nach dem Modell von der Alleinursächlichkeit Gottes[39] ist alles, was in der Welt geschieht, von Gott allein verursacht. Alles, was sich in der Welt ereignet, ist von Gott positiv gewollt und von ihm allein sowie unvermittelt bewirkt, d. h. ohne Vermittlung durch weltliche Ursachen (Zweitursachen). Gott übt somit seine Allmacht aus, indem er alles Geschehen in der Welt allein herbeiführt.
2. Nach dem interventionistischen Modell verläuft die innerweltliche Ereignisabfolge normalerweise nach den weltimmanenten Gesetzmäßigkeiten. Aber Gott hat die Macht, jederzeit direkt in das Weltgeschehen einzugreifen und tut dies auch gelegentlich. Unter göttlichem Eingriff ist dabei ein Wirken Gottes in der Welt zu verstehen, das durch keinerlei innerweltliche Zweitursachen vermittelt ist, das also ein gänzlich unvermitteltes direktes Wirken Gottes in der Welt darstellt. Als Kandidaten für solch ein Eingreifen Gottes gelten traditionell die Wunder. Sie sind außergewöhnliche Ereignisse, die der Mensch mit natürlichen Ursachen nicht erklären kann.
3. Aus prozesstheologischer Sicht übt Gott bei seinem Wirken in der Welt niemals Zwang aus. Dies wird damit begründet, dass Gott diesen Zwang gar nicht ausüben könne, da er die Welt nicht aus Nichts erschaffen hat und ihre grundlegende metaphysische Beschaffenheit auch nicht ändern könne. Vielmehr existiere die Welt von sich aus seit Ewigkeit und sei somit Gott vorgegeben. Wirkt Gott in der Welt, sei er daher auf die Kooperation der Geschöpfe angewiesen. Weiterhin steht beim Wirken Gottes aus prozesstheologischer Sicht die Liebe, nicht die Macht im Vordergrund. Das Kennzeichen von Liebe bestehe aber darin, nicht durch Zwang, sondern durch Überzeugung bzw. Überredung zu wirken. Gott handelt daher permanent in der Welt durch Überredung. Sein Einfluss besteht darin, dass er die Geschöpfe dazu „überredet“ bzw. „lockt“, sich dem Willen Gottes entsprechend zu verhalten.
4. Die Position des sogenannten „Open View of God“ (auch „Open Theism“)[40] sucht einen Kompromiss zwischen dem traditionellen Theismus und der Prozesstheologie. Die Welt ist danach nicht metaphysisch notwendig, sondern von Gott in Freiheit aus nichts erschaffen. Gottes Macht umfasst deshalb die Möglichkeit, den weltlichen Ereignisverlauf interventionistisch bzw. einseitig zu bestimmen. Allerdings gibt Gott in der Regel einem Handeln durch „Überredung“ den Vorzug, auch wenn ein Handeln durch „Zwang“ für ihn immer möglich bleibt und bisweilen auch realisiert wird. Während nach prozesstheologischer Deutung Gott gar nicht anders als überredend handeln kann, ist nach Deutung des „Open View“ die göttliche Liebe ein freies bzw. gnadenhaftes Geschenk, insofern ihr eine freiwillige Selbstbeschränkung göttlicher Allmacht zugrunde liegt.
5. Nach der Theorie der Vermittlung durch Zweitursachen[41] wirkt Gott nicht nur vorwiegend, sondern ausschließlich durch die Vermittlung geschöpflicher Ursachen, der so genannten Zweitursachen, in der Welt. Gott hat die Welt grundsätzlich als eine selbständige erschaffen und kann diese Selbständigkeit nicht mehr zurücknehmen, ohne seiner eigenen ursprünglichen Absicht zuwiderzuhandeln. Aus diesem Grund kann Gott nicht einseitig in die Welt eingreifen und Zwang auf sie ausüben, sondern nur zusammen mit ihr wirken. Die Erschaffung einer autonomen Welt stellt daher eine freiwillige, aber grundsätzliche Selbstbeschränkung der Allmacht Gottes dar.

### Allwissenheit
Das Attribut der Allwissenheit (Omniszienz) folgt aus der Allmacht Gottes. Ein allmächtiges Wesen kann alles wissen, was es wissen will. Allwissenheit Gottes lässt sich formal so beschreiben: Für jeden wahrheitsfähigen Satz p gilt, dass Gott weiß, ob p wahr oder falsch ist. Umstritten ist, ob es angemessen ist, das Wissen Gottes als ein satzhaftes oder propositionales Wissen zu bezeichnen, oder es nicht vielmehr als intuitiv und unmittelbar aufgefasst werden muss. Problematisch am Allwissenheitsbegriff ist die Vereinbarkeit von göttlicher Allwissenheit und kreatürlicher Willensfreiheit. Da der Begriff der Allwissenheit auch zukünftige Ereignisse umfasst, weiß Gott auch um die zukünftigen Handlungen einer Person P. Wenn Gott aber heute schon weiß, wie P sich morgen entscheiden wird, dann scheint P keine Möglichkeit mehr zu haben, sich morgen anders zu entscheiden, da sich sonst Gott geirrt hätte, was durch die Allwissenheit Gottes ausgeschlossen ist. Zur Lösung dieses Problems existieren folgende grundsätzliche Lösungsversuche:

#### Boethianische Lösung
Die klassische Lösung wurde von Boethius entwickelt. Danach existiert Gott außerhalb der Zeit. Es gibt für Gott weder Vergangenheit noch Zukunft; er erkennt alles aus der Perspektive seiner ewigen Gegenwart. Von daher lässt sich der Ausdruck „Vorherwissen“ nicht eigentlich auf Gott anwenden, denn aus seiner ewigen, überzeitlichen Perspektive erkennt Gott alles gewissermaßen „gleichzeitig“ als gegenwärtig. Siehe zu Vorherwissen und Vorherbestimmung auch: Prädestination#Präszienz (Vorherwissen)

#### Molinistische Lösung
Der spanische Jesuit Luis de Molina entwickelte im Zusammenhang des spätscholastischen Gnadenstreits im 16. Jahrhundert eine Problemlösung, die unter der Bezeichnung „mittleres Wissen“ (scientia media) Schule machte und eine lang anhaltende Kontroverse innerhalb der katholischen Tradition entfachte. In jüngster Vergangenheit wurde Molinas Idee in der analytischen Philosophie erneut aufgegriffen.
Molina unterscheidet drei Formen des göttlichen Wissens:
1. ein natürliches Wissen (scientia naturalis), worin Gott um alle notwendigen Wahrheiten, aber auch um alle reinen Möglichkeiten weiß. Gott kennt alle möglichen Welten, die er erschaffen könnte und er weiß, wie sich alle möglichen freien Personen in allen möglichen Situationen verhalten könnten;
2. ein freies Wissen (scientia libera), das alles umfasst, was vom göttlichen Schöpfungswillen abhängt: alle Tatsachen der Welt, die jemals bestanden haben, bestehen und bestehen werden. Das freie Wissen Gottes schließt damit auch sämtliche künftigen freien Entscheidungen und Handlungen von Geschöpfen ein, die einmal wirklich sein werden;
3. ein mittleres Wissen (scientia media), mit dem Gott nicht nur weiß, wie sich jedes freie Geschöpf in allen möglichen Situationen entscheiden könnte (scientia naturalis), sondern auch, wie es sich entscheiden würde, wenn es sich in einer bestimmten Situation befände. Die Geschöpfe bleiben dabei aber selbst die Urheber ihrer Entscheidungen. Wenn Gott allerdings die betreffenden Bedingungen aktualisiert, dann werden sich die Geschöpfe entsprechend seinem Wissen entscheiden.

Gott kann damit den aktualen Ereignisverlauf der Welt seinem Willen entsprechend kontrollieren und seine Vorsehung ausüben, ohne ihn unmittelbar zu verursachen und die Freiheit der Geschöpfe aufzuheben.

#### Kompatibilistische Lösung
Dem Kompatibilismus zufolge beruht die Allwissenheit Gottes auf der kausalen Determiniertheit alles Geschehens in der Welt. Für den klassischen Kompatibilismus, wie er etwa von David Hume vertreten wurde, schließt aber ein vollständiger Determinismus Freiheit insofern nicht aus, da Freiheit nicht durch die Abwesenheit von Notwendigkeit, sondern durch die Abwesenheit von Zwang konstituiert werde. Eine Handlung könne durch welche Ursachen auch immer determiniert sein, frei sei sie, wenn der Handelnde so handeln könne, wie er handeln will. Gelegentlich wird diese Form der Freiheit auch als Handlungsfreiheit definiert und von der Willensfreiheit unterschieden.

#### Lösung der offenen Zukunft
Das Modell der offenen Zukunft wird hauptsächlich von Anhängern des „Open View Theism“ aber auch von Anhängern der Zweitursachen-Lehre vertreten. Es geht von wirklich freien Entscheidungen des Menschen in der Welt aus. Weil der Mensch zumindest an einigen Stellen seines Lebensweges echt freie Entscheidungen treffen kann, sei auch für Gott die Zukunft in gewissem Sinn offen. Er wisse nicht alle Ereignisse der Welt voraus, und er könne auch nicht alle Ereignisse in der Welt kontrollieren. Die Allwissenheit Gottes sei dabei durch das eingeschränkt, was zu erkennen logisch möglich ist. Es sei aber Gott logisch unmöglich, die kontingente Zukunft mit Gewissheit zu kennen. Dem Modell von der offenen Zukunft zufolge ist hingegen auch für Gott die Zukunft der Welt in gewissem Sinn offen. Das Wissen Gottes ändere sich dabei mit den freien Entscheidungen der Menschen in der Welt. Es bestehe daher keine völlig einseitige, sondern eine wechselseitige Kausalrelation zwischen Gott und Welt.

### Allgegenwart
Gottes Beziehung zum Raum wurde traditionell mit dem Prädikat der Allgegenwart beschrieben. Grundsätzlich lässt sich die Allgegenwart Gottes auf dreierlei Weisen denken:
1. Gott ist grundsätzlich im Raum lokalisierbar. Ihm wird ein ausgezeichneter Ort oder zumindest eine ausgezeichnete Relation zu einem Ort im kosmischen Raum zugeschrieben, an dem er ungeachtet seiner Allgegenwart auf eine irgendwie besondere Weise gegenwärtig ist.
2. Gott durchdringt den gesamten kosmischen Raum oder ist zumindest auf eine mysteriöse Art und Weise darin gegenwärtig.
3. Gott werden keinerlei räumliche Assoziationen bzw. Eigenschaften zugeschrieben; er ist immateriell, rein geistig. Seine Existenzform ist in gewisser Weise mit der von abstrakten Entitäten (nicht räumlich und nicht zeitlich) oder der von Qualia (nicht räumlich) zu vergleichen.[46]

### Ewigkeit
Gottes Beziehung zur Zeit wurde traditionell mit dem Prädikat der Ewigkeit beschrieben. Es existieren zwei grundsätzliche Konzepte von der Ewigkeit Gottes.
1. Nach temporalistischem Verständnis ist Gott in bestimmten Hinsichten veränderlich. Er erkennt unterschiedliche Ereignisse zu unterschiedlichen Zeiten und vollzieht unterschiedliche Handlungen zu unterschiedlichen Zeiten. Als zeitliches Wesen existiert Gott in einer Gegenwart, von der aus er jeweils auf die Vergangenheit zurückblickt und auf die Zukunft vorausschaut.
2. Nach dem eternalistischen Verständnis dagegen existiert Gott zeitlos bzw. außerhalb der Zeit. Er besitzt keine zeitlichen Relationen nach innen, d. h., er kennt in seinem Inneren keine Vergangenheit und Zukunft. Er besitzt keine zeitlichen Relationen nach außen, d. h., er existiert nicht vor, nach oder gleichzeitig mit irgendeiner anderen Entität. Das eternalistische Verständnis impliziert die absolute Unveränderlichkeit Gottes, die als Vollkommenheit aufgefasst wird.

## Der Begriff „Glauben“
„Glauben“ kann sowohl den Akt oder Zustand des Glaubens meinen („subjektiver Glauben“: fides, qua creditur) — als auch seinen Inhalt, den Sachverhalt, der geglaubt wird („objektiver Glaube“: fides, quae creditur).
Sprachlich wird das Verb „glauben“ in drei Formen verwendet:
- Jemand glaubt, dass etwas der Fall ist (1)
- Jemand glaubt jemandem oder einer Behauptung bzw. Zusicherung von jemandem (2)
- Jemand glaubt an jemanden oder etwas (3)

Bei der Form (1) handelt es sich um einen doxastischen Glauben; „glauben“ drückt hier ein Fürwahrhalten aus. Eine Person a glaubt, dass ein Sachverhalt p besteht. Sie tut das im starken Sinne, wenn sie vom Bestehen von p überzeugt ist oder ihm die subjektive Wahrscheinlichkeit 1 zuordnet. In einem schwächeren, der Bedeutung des Verbs „vermuten“ entsprechenden Sinn sagt man, a glaube, dass p, wenn a dem Sachverhalt p eine höhere subjektive Wahrscheinlichkeit zuordnet als nicht-p.
Die Formen (2) und (3) drücken einen fiduziellen Glauben aus. Die Person a glaubt der Person b, weil a begründetes Vertrauen in b hat. Der fiduzielle Glaube impliziert einen doxastischen Glauben: die Person a hält die von Person b vorgetragenen Aussagen und Zusicherungen für wahr (2) bzw. ist generell von der Person a – seinem Charakter, seiner Treue etc. – überzeugt (3). Diese Überzeugung basiert i.a. auf der Autorität der Person b; die Erkenntnisfähigkeit von b ist durch andere geprüft und es liegen keine Umstände vor, die für ein Lügen oder ein Irrtum des b sprechen. Die von b vorgetragenen Aussagen müssen zudem in sich logisch bzw. möglich sein, da sie sonst auch nicht geglaubt werden dürfen.
Der fiduzielle Glauben ist dadurch charakterisiert, dass er in der Regel auf die Zukunft ausgerichtet ist: das Vertrauen, das wir Personen oder auch Institutionen entgegenbringen, gilt ihrem zukünftigen Verhalten oder Leistungen. Im Unterschied zum doxastischen Glauben hat der fiduzielle Glaube keinen primär deskriptiven Sinn. So hat die Aussage „Ich glaube an Gott“ einen performativen Charakter: der Sprecher drückt damit eine affektive Haltung gegenüber Gott aus; er bekennt seine Entscheidung für den Glauben und verpflichtet sich zu gewissen Verhaltensweisen.
Der religiöse Glaube hat einen fiduziellen Charakter. Er hat zwar den doxastischen Glauben an die Existenz Gottes zur Grundlage; sein eigentlicher Gehalt besteht aber in dem Vertrauen auf Gott, seine Gerechtigkeit, Güte oder Vorsehung.
Für Kutschera hat der fiduzielle Glaube darin seine Berechtigung, dass eine ausschließliche Orientierung unserer Annahmen an objektive Tatsachen als allgemeine Regel undurchführbar und daher auch unvernünftig wäre. So hängen unsere Annahmen über die Natur und andere Menschen zu einem großen Teil von den Informationen ab, die wir von anderen erhalten. Solchen Informationen müssen wir oft vertrauen, da wir ihre Richtigkeit nicht immer selbst überprüfen können.

## Glaubensbegründungen

### Kognitive Glaubensbegründungen
| - Argumente für die theoretische Vernünftigkeit - Verweis auf Tradition und Autorität - Behauptung des nicht bestehenden Rechtfertigungsbedarfes - Metaphysische Argumente für die Existenz Gottes („Gottesbeweise“) - Erkenntnistheoretische Argumente für die Existenz Gottes - außergewöhnliche religiöse Erfahrungen - gewöhnliche, aber religiös gedeutete Erfahrungen - Religiöse Überzeugungen als beste Erklärung der Gesamterfahrung - Transzendenzerfahrung - Argumente für die praktische Vernünftigkeit - Theistische Postulate als sittliche Verstehbarkeitsbedingung - Verweis auf die „jenseitige“ Nützlichkeit der Religion - Verweis auf die „diesseitige“ Nützlichkeit der Religion |

#### Überblick

##### Theoretische Vernünftigkeit
Ein weit verbreitetes Muster zur Verteidigung der theoretischen Vernünftigkeit religiöser Überzeugungen ist der Verweis auf die Tradition und deren Autorität. Religiöse Lebensformen existieren in den verschiedenen sozialen Gemeinschaften, in denen man hineingeboren und sozialisiert wurde. Sie hätten sich über längere Zeit hinweg bewährt und könnten daher zumindest nicht vollkommen unvernünftig sein. Andere Verteidiger der Vernünftigkeit religiöser Überzeugungen argumentieren, dass diese zu jener Klasse von Überzeugungen gehören, für die eine weitere Rechtfertigung weder notwendig noch möglich sei. Religiöse Überzeugungen seien eine Frage des Vertrauens, ihre Begründung echter Religiosität eher abträglich. Siehe auch Fideismus.
Eine prominente Form der Rechtfertigung religiöser Überzeugungen beruft sich darauf, dass es eine Reihe von philosophischen Argumenten für die Existenz eines ersten Grundes aller Wirklichkeit gibt. Man fasst sie häufig unter der Bezeichnung „Gottesbeweise“ zusammen. Siehe auch Apologetik.
Häufig wird die Vernünftigkeit religiöser Überzeugungen mit dem Verweis auf bestimmte Erfahrungen begründet. In vielen Religionen gibt es einzelne Personen, die von außergewöhnlichen inneren oder äußeren Erfahrungen berichten, die aus ihrer Sicht den Bereich des Alltäglichen überschreiten und religiösen Verweischarakter haben. Darüber hinaus bringen viele Menschen Erlebnisse aus der „gewöhnlichen“ Erfahrung (zwischenmenschliche Begegnungen, Naturerlebnisse etc.) in Zusammenhang mit ihrer Religion und legen diesen Erlebnissen eine spezielle Interpretation bei. Viele Gläubige stützen sich nicht nur auf einzelne Erlebnisse als Erfahrungsbasis ihres Glaubens, sondern bringen ihren Glauben mit der Gesamtheit ihrer Erfahrungen in Verbindung. Für diese bietet ihnen der religiöse Glaube einerseits Orientierungshilfe, andererseits aber auch die beste „Gesamterklärung“.
Eine Sonderform dieser religiösen Deutung der Gesamterfahrung wird mitunter als „Transzendenzerfahrung“ oder auch „transzendentale Erfahrung“ bezeichnet. Damit soll ausgedrückt werden, dass hinter der vordergründigen Erfahrung der eigenen prekären und kontingenten Existenz in der Welt, noch etwas mitenthalten ist, von dem man sich als abhängig und getragen erfährt.

##### Praktische Vernünftigkeit
Neben den theoretischen Rechtfertigungen, die auf Erklärungen der gegebenen Welt beruhen, gibt es auch eine Reihe von Rechtfertigungen, die sich auf die praktischen Vorteile der Religion berufen und religiöses Handeln unter Klugheitsaspekten betrachten.
Eine philosophiegeschichtlich prominente Rechtfertigung der praktischen Vernünftigkeit religiöser Überzeugungen stammt von Immanuel Kant. Demnach sind die Forderungen der Sittlichkeit nur dann verständlich, wenn man die Existenz Gottes und unser Fortleben über den Tod hinaus als Garant ausgleichender Gerechtigkeit postuliert.
Auf Blaise Pascal geht das Argument zurück, dass für den Fall, dass Gott existiert, es ein Weiterleben nach dem Tode gibt und religiöse Menschen belohnt werden, es praktisch vernünftig sei, ein religiöses Leben zu führen und die Existenz Gottes vorauszusetzen (vgl. Pascalsche Wette).
Ein allgemeiner Kerngedanke der Religionen ist, dass ein religiöses Leben auch schon im Diesseits im Durchschnitt praktische Vorteile verspricht. Die Religion helfe in der Bewältigung von Krisen und Belastungen, wodurch dem Einzelnen ein besseres und glücklicheres Leben ermöglicht werde. Auch im Hinblick auf unser Zusammenleben gewähre der religiöse Glaube praktische Vorteile, indem er etwa solidarische Verhaltensweisen motiviere.

#### Gottesbeweise

##### Ontologisches Argument
Das ontologische Argument für die Existenz Gottes geht auf Anselm von Canterbury zurück. Es basiert auf Überlegungen zum Begriff „Gott“, aus dem dessen Existenz abgeleitet werden soll.
Das Argument besteht bei Anselm im Kern aus zwei Teilargumenten. Zunächst versucht er zu zeigen, dass Gott im Verstande existiert. „Gott“ ist dabei für Anselm „das, über das hinaus Größeres nicht gedacht werden kann“. Im zweiten Schritt folgert er daraus, dass Gott auch in der Wirklichkeit existiert. Für Anselm ist „Existenz“ ein Prädikat, das seinem Gegenstand etwas an Vollkommenheit hinzufügt: wenn ein Ding im Verstand und in Wirklichkeit existiert, ist es „größer“ bzw. vollkommener, als wenn es nur im Verstand existiert. Also folgt für ihn aus dem Begriff „Gott“ auch seine Existenz.
Der entscheidende Einwand gegen das ontologische Argument geht auf Immanuel Kant zurück. „Sein“ sei kein reales Prädikat und könne einem Gegenstand daher nichts hinzufügen (Immanuel Kant: AA III, 401). „Sein“ bezeichnet für Kant vielmehr die bloße Vorhandenheit eines Dings, ohne irgendwelche inhaltlichen Aspekte – vergleichbar mit dem Existenzquantor in der Logik. Dieser Kritik schlossen sich später Gottlob Frege, Bertrand Russell und viele andere Philosophen an. Allerdings ist die Frage, ob mit den Begriffen „Sein“ oder „Existenz“ nicht doch eine inhaltliche Eigenschaft bezeichnet werden könnte, bis heute – gerade auch unter Logikern – nicht ausdiskutiert. Einzelne Autoren (darunter Charles Hartshorne, Kurt Gödel, Alvin Plantinga) haben im 20. Jahrhundert versucht, ontologische Argumente mit den Mitteln der modernen Modallogik zu rekonstruieren.

##### Kosmologische Argumente
„Kosmologische Argumente“ ist eine unscharfe Sammelbezeichnung für verschiedene Argumente, die darin übereinkommen, dass von der Existenz der Welt oder bestimmter ihrer Phänomene auf eine außerweltliche Ursache geschlossen werden kann. Sie gehen in ihren Grundgedanken auf Platon und Aristoteles zurück und wurden vor allem in den „Fünf Wege“ (Quinquae viae) des Thomas von Aquin bekannt, von denen die ersten drei Varianten des kosmologischen Arguments darstellen. Gefragt wird zum Beispiel nach der Ursache von Kausalketten überhaupt oder nach dem Grund für die Existenz des Universums insgesamt.
Den im Einzelnen sehr unterschiedlichen Argumenten ist gemeinsam, dass sie von folgenden Prämissen ausgehen, deren Gültigkeit meist stillschweigend angenommen wird:
1. Weltanschaulicher Rahmen der Fragestellung: Bei der Erklärung physikalischer Phänomene wird auf eine andere Form der Erklärung umgestiegen, die den größeren Rahmen der zu erklärenden Phänomene abgeben soll.
2. Ausschluss der unendlichen Regresses: So wird etwa für die Reihe der Wirkursachen gefordert, dass sie zu einem Ende und zu einer letzten Ursache kommen müsse.
3. Eindeutigkeitsprinzip: Es wird davon ausgegangen, dass es nur eine einzige letzte Ursache oder Grund geben kann.
4. Gleichsetzung der ersten Ursache mit Gott: Diese letzte Ursache wird mit Gottesbegriff der Religion gleichgesetzt.
5. Prinzip vom zureichenden Grund: die Dinge in unserer Welt und ihre Veränderungsprozesse tragen die Erklärung ihres Vorhandenseins nicht in sich selbst, sondern haben einen Grund, der jenseits von ihnen selbst liegt.

Die wichtigsten Einwände gegen die kosmologischen Argumente beziehen sich auf ebendiese Voraussetzungen. So sind einige Philosophen der Ansicht, dass religiös-weltanschauliche Fragen grundsätzlich kein Gegenstand vernünftiger Diskussion sein können (zu 1). Gegen diesen Einwand spricht jedoch, dass alle großen Philosophen und Universalgelehrten der Weltgeschichte über die Gottesfrage gesprochen bzw. geschrieben haben. Zuweilen wird eingewandt, dass das Prinzip vom ausgeschlossenen unendlichen Regress keine gültige Voraussetzung sei. Insbesondere in einigen Naturwissenschaften sei das unabsehbar weite Zurücklaufen in der Erklärungskette sogar die Regel (zu 2). Dagegen wird eingewendet, dass philosophische Fragen nicht mit naturwissenschaftlichen Methoden gelöst werden können.
Weiterhin wird von einigen das Eindeutigkeitsprinzip zurückgewiesen und der Schluss von „jede Ursachenkette hat einen Anfang“ auf „es gibt einen Anfang aller Ursachenketten“ als Fehlschluss bezeichnet (zu 3). Dagegen bringen Verteidiger der Gottesbeweise vor, dass sich die Eindeutigkeit bzw. Einmaligkeit Gottes aus seiner Absolutheit und Vollkommenheit zeigen lasse. Auch die Gleichsetzung der letzten Ursache mit Gott wird von Kritikern in Frage gestellt. Selbst wenn es eine notwendig existierende Ursache der Welt gäbe, wäre diese noch nicht mit dem Gott der Religion gleichzusetzen (zu 4). Vertreter der Natürlichen Theologie halten dagegen, dass diese keine Gleichsetzung vollziehe, sondern Argumente wie die aus den Beweisen folgende Allmacht, Geistigkeit, Überzeitlichkeit, Allwissenheit etc. vorbringen, die eine sehr große Übereinstimmung mit den religiösen Aussagen der monotheistischen Religionen ergeben.
Gegen das Prinzip vom zureichenden Grund wurde von Empiristen wie David Hume der grundlegende Einwand vorgebracht, dass die durchgängige kausale Ordnung der Welt in Wahrheit nur das Ergebnis unserer Bewusstseinstätigkeit sein könnte. Die Wahrnehmung zeige nur, dass es ein regelmäßiges Hintereinander von Zuständen gebe; dieses aber als Ursache-Wirkung-Beziehung aufzufassen, sei eine Zutat unseres Bewusstseins (zu 5). Gegen die Grundaussage des Empirismus (nur Erfahrungserkenntnis ist wahr) bzw. Sensualismus (alles sind nur Sinneseindrücke) spricht jedoch, dass diese durch noch so viele Erfahrungen oder Sinneseindrücke nicht gewonnen werden können.

##### Teleologisches Argument
Den Ausgangspunkt des „teleologischen“ Arguments bildet die Tatsache, dass manche Strukturen und Prozesse der Welt so erscheinen, als seien sie durch einen intelligenten Planer eingerichtet worden. In der gegenwärtigen Diskussion wird das Argument auch „design argument“ genannt.
In der teleologischen Argumentation wird generell davon ausgegangen, dass verschiedene Naturphänomene nur dann erklärbar sind, wenn man sie als Resultat von intelligenter Planung betrachtet. Dies verweise aber auf eine planende Intelligenz, die nicht in diesen Phänomenen selbst liegen könne. Also müsse es eine planende Intelligenz außerhalb dieser Phänomene geben. Diese sei mit Gott gleichzusetzen.
Ein typischer Vertreter des teleologischen Arguments ist der fünfte Weg der „Quinque viae“ des Thomas von Aquin (ex gubernatione rerum).
Eine moderne Version des teleologischen Arguments ist das Argument aus der Feinabstimmung des Universums („fine tuning argument“). Es geht von der naturwissenschaftlichen Erkenntnis aus, dass das Universum nur aufgrund einer äußerst „feinabgestimmten“ Konstellation existiert, die extrem unwahrscheinlich ist. So war zum Beispiel die Anfangsgeschwindigkeit des Universums „gerade richtig“, um sowohl sein sofortiges Wiederkollabieren als auch eine zu schnelle Ausbreitung ohne die Bildung von Strukturen zu verhindern.
Die Annahme, dass die Entwicklung der Organismen generell zielgerichtet ablaufe, geriet durch die Entstehung der Evolutionstheorie im 19. und 20. Jahrhundert ins Wanken. Die Entwicklung der Organismen konnte nun als Entwicklung ohne Ziel, aufgrund der Mechanismen Mutation und Selektion erklärt werden. Damit wurde es möglich, ohne die Annahme eines intelligenten Planers zur Erklärung der natürlichen Entwicklung auszukommen.
Der zentrale Einwand gegen die moderne Variante des teleologischen Arguments, das „fine tuning argument“, richtet sich gegen die Abschätzbarkeit der betreffenden Wahrscheinlichkeiten: Wir können nicht wissen, ob es noch andere Konstellationen der fundamentalen Eigenschaften des Universums gibt und die faktisch verwirklichte Konstellation extrem unwahrscheinlich ist.

#### Religiöse Erfahrungen

##### Wunder
In zahlreichen religiösen Traditionen gibt es Berichte über wundersame Begebenheiten, denen religiöse Bedeutung zugeschrieben wird. Wunder wurden traditionell als Ereignisse bezeichnet, die den natürlichen Verlauf der Dinge durchbrechen bzw. gegen mindestens ein Naturgesetz verstoßen.
Eine alternative Definition, die davon ausgeht, dass Naturgesetze per definitionem keine Ausnahmen zulassen, definiert Wunder als Ereignisse, die keine Naturgesetze durchbrechen, sondern kausale Eingriffe zulassen, wo die Naturgesetze „Leerstellen“ offenlassen, also keine Gültigkeit haben.
Alle Positionen, die von der Existenz von Wundern ausgehen, setzen zumindest voraus, dass nicht jedes Ereignis in der Welt eine natürliche Erklärung haben muss, die durch die Naturgesetze beschreibbar ist. Weiterhin wird der klassische Begriff der Verursachung umgedeutet. Verursachung sei nicht notwendig – wie seit Hume und Kant üblich – als regelmäßiges Aufeinander von Ereignissen zu sehen, sondern könne auch als punktueller Eingriff verstanden werden. Siehe auch Kausalität.
Der klassische Einwand gegen die Vernünftigkeit des Wunder-Glaubens geht auf David Hume zurück.
Er richtet sich gegen die Standarddefinition des Wunders. Angesichts der weitaus überwiegenden Belege für die ausnahmslose Geltung der Naturgesetze könne es kein Erfahrungsmaterial geben, das den Glauben an Wunder als Durchbrechung der Naturgesetze rechtfertigt. Immer sei die Wahrscheinlichkeit des Irrtums und der Täuschung größer als die des Wunders.
Ein weiterer genereller Einwand richtet sich dagegen, unerklärbare Ereignisse als Wunder zu interpretieren. Vielmehr sollten diese als Hinweis darauf verstanden werden, dass wir bestimmte natürliche Gesetzmäßigkeiten und Zusammenhänge noch nicht erkannt haben bzw. uns in unseren bisherigen Annahmen über die Naturgesetze geirrt haben.
Weiterhin ist es in Augen von Kritikern problematisch, mit Wundern bestimmte religiöse Überzeugungen zu rechtfertigen. Der Schluss von der Existenz wundersamer Ereignisse auf die Existenz Gottes sei das Ergebnis einer religiösen Deutung des Betrachters und setze eine Reihe von Annahmen über das Wesen Gottes voraus, die ihrerseits erst gerechtfertigt werden müssten.

##### Religiös gedeutete gewöhnliche Erfahrungen
In der neueren Religionsphilosophie – insbesondere von den sogenannten reformierten Erkenntnistheoretikern um ihren prominentesten Vertreter Alvin Plantinga – sind gewöhnliche Erfahrungen als Basis religiöser Überzeugungen zunehmend thematisiert worden. Es handelt sich um beeindruckende oder einschneidende Erfahrungen, die von allen Menschen gemacht werden können: Naturerlebnisse, religiöse Feiern oder bewegende zwischenmenschliche Erlebnisse wie Liebe, Geburt, Krankheit und Tod etc. Solche Erfahrungen tragen die Eigenart an sich, dass sie zwar – im Unterschied zu Wundern – grundsätzlich wiederholbar sind, die religiöse Bedeutsamkeit der Situation ist aber nicht „erzwingbar“ und auch nicht notwendig allen Beteiligten zugänglich.
Die Reformierte Erkenntnistheorie vertritt die Ansicht, dass religiös gedeutete gewöhnliche Erfahrungen in ähnlicher Weise verlässlich sind wie zum Beispiel die Wahrnehmung von Objekten.
Den erkenntnistheoretischen Hintergrund dieser Auffassung bildet die Annahme, dass es sog. „basale Meinungen“ (basic beliefs) gibt, die selbst nicht weiter begründungsbedürftig sind. Dabei handelt es sich um Meinungen, bei denen Begründungsketten einen Abbruchpunkt haben dürfen oder müssen und die so ihrerseits andere Meinungen begründen können.
Basale Meinungen stellen nach Ansicht der Reformierten Erkenntnistheorie die Regel und nicht die Ausnahme dar. Aufgrund zum Beispiel unserer Wahrnehmungen und Mitteilungen anderer Menschen bilden wir fast andauernd basale Meinungen verschiedensten Inhalts und verlassen uns normalerweise auch auf sie. Trotzdem seien sie aber weder irrtumsresistent noch unkorrigierbar.
Nach Ansicht von Plantinga dürfen zur Rechtfertigung religiöser Meinungen keine anderen Maßstäbe angelegt werden als bezüglich anderer Meinungen (Paritätsargument). Auch religiöse Meinungen können basal sein. Dafür kommen allerdings weniger theoretische Behauptungen wie „Gott existiert“ in Betracht, sondern sogenannte „Manifestationsmeinungen“ (manifestation beliefs). Dies sind Meinungen, die sich Gläubige in bestimmten Situationen spontan bilden und in denen sich ihrer Überzeugung nach Gottes Wirken manifestiert.
Bereits William Alston äußerste Zweifel darüber, ob alltägliche Erfahrungen (wie die Betrachtung eines Bergpanoramas) allein wirklich schon ein ausreichender Grund für religiöse Manifestationsmeinungen (wie „Gott hat das geschaffen“) sein können. In solche Meinungen gingen eine Reihe unausgesprochener Voraussetzungen wie zum Beispiel die Erkenntnispraxis einer religiösen Gemeinschaft mit ein.
Von Philip Quinn stammt die Anfrage, ob religiöse Meinungen heute angesichts einer jahrhundertelangen religionskritischen Tradition wirklich noch basal genannt werden könnten. Religionskritische Positionen würden heute in der gebildeten Öffentlichkeit mindestens ebenso stark propagiert wie religiöse.

##### Gesamterfahrung
Im deutschen Sprachraum erreichten Wolfhart Pannenberg und Karl Rahner größere Bekanntheit mit ihrem Ansatz, nicht nur besonders auffällige Einzelerfahrungen, sondern die Gesamtheit unserer Erfahrungen als Ansatzpunkt für ein Argument zugunsten der Vernünftigkeit religiöser Überzeugungen zu nehmen.
Rahner geht aus von der Fähigkeit des menschlichen Geistes, zwar einerseits einzelne Erfahrungsgegenstände zu erkennen, andererseits aber immer schon über diese hinauszugehen (zum Beispiel durch das Erkennen von Einheit in unserer Wahrnehmung oder der Beschränktheit unserer eigenen Erkenntnis). Diese Dynamik unseres Erkenntnisvermögens bildet nach Rahner sogar eine „Bedingung der Möglichkeit“ jeder Erkenntnis. Sie sei in jedem unserer Erkenntnisakte gegeben und als ein stillschweigender „Vorgriff auf das Sein“ zu verstehen.
Die letzte Erfüllung dieser Erkenntnisdynamik könne nun nicht irgendein innerweltlicher Gegenstand sein, denn dieser wäre immer durch unser Erkenntnisstreben übersteigbar. Das passende Korrelat sei vielmehr nur im absoluten Sein Gottes zu finden, das alle innerweltlichen Beschränktheiten übersteigt. In diesem Sinne wird nach Rahner in jedem Erkenntnisakt die Existenz Gottes implizit anerkannt, der gleichsam den Horizont all unseres Erkennens bildet.
In seinen späteren Schriften hat Rahner diesen Gedanken des „Seinsvorgriffs“ in Richtung einer „transzendentalen Erfahrung“ weiterentwickelt, in der er eine Form der Gotteserfahrung sieht.
Rahners Gottes-Argument wurde auch von christlich geprägten Philosophen hinsichtlich zweier Voraussetzungen kritisiert. Zum einen gehe Rahner davon aus, dass die Dynamik des menschlichen Erkennens grundsätzlich als natürliches Faktum gegeben ist, was bereits Gottes Existenz voraussetze. Zum anderen folge aus dem Vorhandensein eines Strebens noch nicht, dass es das Ziel des Strebens wirklich geben muss. Dass ein Naturstreben nicht ins Leere gehen könne, sei „ohne die Annahme eines guten und weisen Schöpfers, der das Streben auf mögliche Erfüllung hin ausrichtet, nicht garantiert“. Eine solche Argumentation laufe wiederum auf die stillschweigende Voraussetzung der Existenz Gottes hinaus.

#### Empirische Kumulativargumente
Einige Philosophen wie Frederick Robert Tennant, Basil Mitchell und Richard Swinburne haben angesichts einer Vielzahl von nicht allgemein überzeugenden, aber auch nicht gänzlich unplausiblen Argumenten vorgeschlagen, einige dieser Argumente zu einer Kumulativargumentation (cumulative case) für die Existenz Gottes zu verbinden. Die derzeit einflussreichste Variante ist die von Richard Swinburne.
Swinburne betrachtet die Existenz Gottes als ein unsichere wissenschaftliche Hypothese, deren Wahrscheinlichkeit im Lichte verschiedener Erfahrungsbelege bewertet werden kann. Auch wenn isoliert betrachtet manche der traditionellen Argumente für die Existenz Gottes nur sehr schwach seien, würden sie in ihrer Verbindung eine Wahrscheinlichkeit von mehr als 0,5 für die Existenz Gottes ergeben. Es sei daher nicht unvernünftig, an Gott zu glauben, wenn auch die Inhalte des Glaubens nicht zwingend ableitbar seien.
Folgende Indizien sind für Swinburne für sich betrachtet extrem unwahrscheinlich und am besten durch die Annahme der Existenz Gottes erklärbar:
- die Existenz eines komplexen physikalischen Universums
- die erkennbare Ordnung im Universum
- die Existenz bewusstseinsbegabter Wesen
- die Übereinstimmung zwischen menschlichen und tierischen Bedürfnissen einerseits und Umweltgegebenheiten andererseits
- das (möglicherweise) Vorkommen von Wundern
- die Feinabstimmung grundlegender Naturkonstanten

Der entscheidende Einwand gegen Swinburnes Argument richtet sich gegen seine Wahrscheinlichkeitszuordnungen. Das Urteil, dass die beobachtbaren Phänomene wahrscheinlicher seien, wenn Gott existiert, sei spekulativ und durch weltanschaulich-religiöse Hintergrundannahmen mit beeinflusst.

#### Praktische Postulate
Neben Argumenten, die begrifflich oder aus Erfahrungen die Existenz Gottes herleiten wollen, gibt es „moralische“ Argumente, die aufgrund der Forderungen der Sittlichkeit die Existenz Gottes „postulieren“.
Das bekannteste Argument dazu stammt von Immanuel Kant. Aus praktischer Vernunft müsse vorausgesetzt werden, dass Glückswürdigkeit und Glückseligkeit letztlich zusammenfallen. Dies sei das „höchste Gut“ und das Streben danach die entscheidende Aufgabe des Menschen. In unserer Erfahrungswelt sei aber das höchste Gut nicht verwirklicht, was an bestimmten empirischen Umständen liege, die das Zusammenfallen von Glückswürdigkeit und Glückseligkeit verhindern. Es müsse daher „postuliert“ werden, dass es einen Garanten gibt, der dafür sorgt, dass diese Umstände letztlich wegfallen. Der Garant für diese ausgleichende Gerechtigkeit sei Gott.
Kritiker des kantischen Gottes-Postulats setzen daran an, dass das Zusammenfallen von Glückswürdigkeit und Glückseligkeit ein Ideal sei, das zunächst einmal begründet werden müsste.
Weiterhin sei die Gleichsetzung des Garanten für das höchste Gut mit Gott problematisch.

#### Praktische Klugheit
Ein klassisches Argument, das in den letzten Jahrzehnten wieder verstärkte philosophische Aufmerksamkeit auf sich gezogen hat, ist das sogenannte Wettargument von Blaise Pascal.
Es geht Pascal nicht eigentlich um eine Wette, sondern um das Setzen auf eine religiöse Lebensoption aus praktischer Klugheit.
Pascal zufolge kann die Vernunft auf die Frage, ob Gott existiert oder nicht, keine Antwort geben. Es muss daher eine Risikoabwägung getroffen werden, für die zwei Faktoren zu berücksichtigen sind:
- die Größe des zu erwartenden Gutes bzw. Übels (Gewinn und Verlust)
- die Wahrscheinlichkeit, mit welcher das Gut bzw. Übel eintreten wird

Da für Pascal die Wahrscheinlichkeit, dass Gott existiert genau so hoch ist wie die, dass er nicht existiert, ist nur die Frage nach Gewinn und Verlust relevant. Für die beiden Entscheidungsoptionen ergeben sich folgende Szenarien:
- Wenn ich darauf wette, dass Gott existiert, habe ich die Wette gewonnen, wenn er existiert und verloren, wenn er nicht existiert. Mein Gewinn, wenn er existiert, ist „alles“ – die Wahrheit und das höchste Gut. Mein Verlust, wenn ich die Wette verliere, steht in keinem Verhältnis dazu.
- Wenn ich darauf wette, dass Gott nicht existiert, habe ich die Wette gewonnen, wenn er nicht existiert und verloren, wenn er existiert. Mein Gewinn, wenn er nicht existiert, sind bestimmte Güter im Leben, auf die ich verzichten müsste, wenn ich glaubte, dass er existiert. Mein Verlust, wenn er existiert, sind die Wahrheit und das höchste Gut; anstatt des höchsten Guts erwartet mich nach diesem Leben das ewige Elend (Hölle).

Somit ergibt sich für Pascal, dass das Risiko am geringsten und die Gewinnchancen am größten sind, wenn ich auf die Existenz Gottes wette.
Gegen Pascals Wettargument wird der grundsätzliche Einwand erhoben, dass eine bewusste Überzeugungsänderung aufgrund praktischer Klugheit erkenntnistheoretisch bedenklich ist. Ein Glaube, der nicht auf hinreichende Erfahrungsbelege, sondern auf einer bloßen Entscheidung basiere, sei problematisch. Zudem sei ein aus Eigeninteresse entstandener Glaube einer religiösen Haltung wesensfremd, zu der vertrauensvolle Gewissheit und Gottesliebe gehörten.

### Nichtkognitive Glaubensbegründungen

#### Offenbarung
Viele Glaubensbegründungen setzen auf einem Offenbarungsbegriff auf. So werden zentrale Glaubensinhalte in der christlichen Theologie als Offenbarungen angesehen, deren Wahrheit sich auf rein rationalem Weg nicht erweisen lasse.
„Offenbarung“ steht sowohl für den Akt des Offenbarens wie für den offenbarten Inhalt. In der christlichen Theologie unterscheidet man natürliche Offenbarungen von übernatürlichen Offenbarungen, die sich nicht auf natürlichem Weg erkennen lassen.
Offenbarungen werden in Beziehung zu einer göttlichen Wirklichkeit gebracht. Die Annahme einer Offenbarung geschieht nicht aufgrund eigener Einsicht, sondern im Vertrauen gegenüber dem sich offenbarenden Göttlichen. Dieses kann sich auch in Texten offenbaren, die dann als Selbstbekundungen des Göttlichen angesehen werden. So existiert in den Schriftreligionen ein Kanon heiliger Schriften, denen Offenbarungscharakter zugeschrieben wird. Traditionell werden diese im Sinne der Inspirationstheorie verstanden, die davon ausgeht, dass die heiligen Texte durch göttliche Eingebung ihrer Autoren entstanden sind. Es wird unterschieden zwischen einer Verbalinspiration, der auch den Wortlaut mit einschließt und einer „Realinspiration“, in der nur der Sinn der Aussagen als inspiriert angesehen wird.
Ziel der Inspirationslehre ist es, die heiligen Schriften als untrügliche Basis für den Glauben auszuzeichnen. Dazu muss der Urtext eindeutig feststellbar sein, was zu der Folgeannahme führt, dass Gott – insbesondere im Fall der Verbalinspiration – auch für die Korrektheit der Textüberlieferung gesorgt hat.
In den Augen von Kritikern können Offenbarungskonzepte Glaubensannahmen generell nicht begründen. Ein Grundproblem sei zum Beispiel, dass verschiedene Religionen und Konfessionen teilweise sehr unterschiedliche Texte oder Überlieferungen als Offenbarungen erklären. Die Unterscheidung zwischen „echten“ und „falschen“ Offenbarungen setze aber ein Kriterium voraus, was jenseits dieser Offenbarungen liegt. Dies könnten nur Vernunftkriterien sein.

#### Nichtkognitive Deutungen religiöser Aussagen
Einige religionsphilosophische Autoren gehen von der Annahme aus, religiöse Aussagen hätten keinen kognitiven Gehalt, ohne dies jedoch religionskritisch zu deuten.
So schlägt J.E. McTaggart eine emotive Deutung religiöser Aussagen vor.
Für ihn sind religiöse Aussagen Ausdruck von Gefühlen. Einen ähnlichen Ansatz vertreten Alfred Jules Ayer, Charles Kay Ogden und I. A. Richards.
Andere Autoren wie Charles W. Morris, Kenneth Burke und P. F. Schmidt vertreten eine evokative Deutung, nach der wir mit religiösen Aussagen nicht unsere Gefühle ausdrücken, sondern an den Hörer appellieren, sich gewisse Einstellungen zu eigen zu machen.
Eine detaillierte nichtkognitive Deutung religiöser Aussagen hat Richard Bevan Braithwaite vorgelegt. Religiöse Aussagen sind für ihn moralische Aussagen, die er als nichtkognitiv interpretiert. Eine Religion legt nach seiner Ansicht primär Verhaltensmaximen (policies of behaviour) fest. Diese werden meist nicht explizit formuliert, sondern durch Beispiele aufgewiesen. Neben den Verhaltensmaximen enthalten Religionen auch „Geschichten“ (stories). Diese Geschichten brauchen von den Gläubigen nicht als wahr im wörtlichen Sinne akzeptiert zu werden. Ihre Funktion besteht allein darin, dass sie die durch die praktischen Maximen geforderten Verhaltensweisen evozieren. Moralische Aussagen bedeuten für Braithwaite kein Fürwahrhalten, sondern eine Selbstverpflichtung auf praktische Maximen. Mit der Äußerung einer moralischen Maxime wie „Man soll F tun“ oder „Es ist geboten, F zu tun“ drücke der Sprecher seine eigene Intention aus, F zu tun. Religiöser Glaube bestehe so in der Absicht, die Maximen einer Religion zu erfüllen.
Kritiker von Braithwaites Deutung moralischer Aussagen wenden ein, dass die Deutung einer Religion bzw. ihrer Aussagen als System von mit „Geschichten“ unterlegten Verhaltensmaximen verkürzt ist. Es gebe auch Aussagen, von deren Wahrheit die Geltung praktischer Maximen abhängt. Eine Religion deute die Welt und sage zum Beispiel etwas über Sinn und Ziel des menschlichen Lebens und der Geschichte aus.

#### Religion als Sprachspiel
Ausgangspunkt der von Ludwig Wittgenstein in den Philosophischen Untersuchungen eingeführten Sprachspieltheorie ist die Auffassung des Sprechens als eine Aktivität, die sich in einem nichtsprachlichen Handlungskontext vollzieht und daher erst auf dessen Hintergrund zu verstehen ist. Eine Sprache ist jeweils Teil einer Lebensform und zu verschiedenen Lebensformen gehören verschiedene Sprachspiele, d. h. Systeme von Regeln zum Gebrauch der Sprache, aus denen sich die Bedeutung der sprachlichen Ausdrücke ergibt. Wörter und Sätze können in verschiedenen Sprachspielen ganz verschiedene Funktionen haben. Zu den unterschiedlichen Lebensformen gehören auch unterschiedliche Prozeduren der Begründung und Unterscheidung zwischen dem, was einer Begründung bedarf und was nicht. Wittgenstein sieht Religion als ein eigenständiges Sprachspiel an und vertritt eine nichtkognitive Deutung religiöser Aussagen. Zum Sprachspiel einer Religion gehörten spezifische Begriffe und Ausdrucksweisen, die nicht von außen kritisiert werden können.
An der Sprachspielthese wird kritisiert, dass Religion kein von anderen abgegrenztes Sprachspiel darstellt.
Der Glaubende bewege sich nicht nur in diesem Sprachspiel, sondern daneben in dem des normalen Alltags, der Wissenschaften, der Technik, des Rechts usw. und verwende dabei im Prinzip dieselbe Sprache. Dieselben Wörter und Sätze hätten in diesen Sprachspielen nicht grundsätzlich verschiedene Bedeutungen. Die Bedeutung der Religion für das Leben bestehe gerade darin, dass sie kein gegenüber dem sonstigen Leben isoliertes Sprachspiel ist. Die Aussagen der Religion hätten auch für das Tun und Denken der Menschen im Alltag Bedeutung.

#### Nicht vernunftbasierte Entscheidung
Das klassische Beispiel für eine dezisionistische Glaubensbegründung hat Søren Kierkegaard – vor allem in seiner Abschließenden unwissenschaftlichen Nachschrift zu den 'Philosophischen Brocken'  (1846) – entwickelt. Er betont dort, dass für eine religiöse Glaubensentscheidung nicht Tatsachenerkenntnisse, sondern das „unendliche, leidenschaftliche Interesse an ewiger Seligkeit“ ausschlaggebend ist. Kierkegaard lehnt alle metaphysischen wie historischen Argumente für die Wahrheit des christlichen Glaubens ab. Eine Glaubensentscheidung ist für ihn nicht nur eine Entscheidung unter Unsicherheit, sondern eine Entscheidung gegen alle Vernunft. Die zentrale Aussage des christlichen Glaubens ist für ihn die Menschwerdung Gottes in Jesus Christus, die für ihn paradox ist und der Vernunft widerspricht. Im Glauben erfolgt für Kierkegaard eine „Verabschiedung des Verstandes“. Er ist für ihn allein eine Sache der „Leidenschaft“ und „höchste Kraft der Innerlichkeit“. Alle Versuche, ihn zu begründen oder auch nur zu verstehen, verfehlten ihn.
Der Einwand von Kritikern Kierkegaards zielt darauf, dass die Entscheidung für den Glauben nicht notwendig impliziert, dass man auftretende Zweifel an den Glaubensinhalten ignoriert und um jeden Preis am Glauben festhält. Aus der Tatsache, dass für die Glaubensentscheidung und das Festhalten an ihr nicht nur rationale Gründe ausschlaggebend sind, folge nicht, dass diese gänzlich irrelevant für den Glauben sind: „Glaube ist ein Wagnis, und das bedeutet, dass sich die Entscheidung für ihn als falsch erweisen kann, dass die Möglichkeit besteht, dass wir uns eines Tages unser Scheitern eingestehen müssen“. Auch das Neue Testament liefert Hinweise für die Vernünftigkeit des Glaubens: „Seid stets bereit, jedem Rede und Antwort zu stehen, der von euch Rechenschaft fordert über die Hoffnung, die euch erfüllt“ (1. Petrus 3,15 ).

## Religionskritik
Die Argumente gegen die Vernünftigkeit religiöser Überzeugungen können nach Löffler – in Anlehnung an Rudolf Carnap – wie folgt eingeteilt werden:
1. Argumente, die zeigen wollen, dass religiöse Überzeugungen überhaupt keinen kognitiven Sinn haben
2. Argumente, die religiöse Überzeugungen als zwar nicht sinnlos, aber als falsch erweisen wollen
3. Argumente, die religiöse Überzeugungen als mangelhaft begründet erweisen wollen
4. Argumente, die zeigen wollen, dass religiöse Überzeugungen auf gestörte Erkenntnisverhältnisse zurückgehen
5. Argumente, die religiöse Überzeugungen wegen ihrer Schädlichkeit ablehnen

### Kognitive Sinnlosigkeit
Ein sehr grundlegender Einwand gegen die Religion setzt bei der religiösen Sprache an. Er spielte vor allem von den 1930er bis in die 1960er Jahre eine große Rolle in den religionsphilosophischen Debatten. Der Einwand geht im Kern davon aus, dass Sätze nur dann einen Sinn haben, wenn sie anhand empirischer Fakten verifiziert oder falsifiziert werden können. Da dies bei religiösen Sätzen nur schwer möglich sei, seien diese einem generellen Sinnlosigkeitsverdacht ausgesetzt.
Rudolf Carnap und die meisten Mitglieder des Wiener Kreises verfochten bis Mitte der 1930er Jahre das sogenannte empiristische Verifikationsprinzip als Sinnkriterium für Sätze. Neben den Sätzen der Logik, die nichts über die Welt aussagen, seien nur jene Sätze sinnvoll, zu denen man eine Methode angeben kann, wie man sie empirisch verifiziert. In seiner auch die religiöse Sprache betreffenden Programmschrift Überwindung der Metaphysik durch logische Analyse der Sprache führt Carnap die Metaphysik auf zwei Fehler zurück. Zum einen würden in ihr Wörter in einer Weise gebraucht, die gegen die logische Syntax verstoßen – wie zum Beispiel bei der Substantivierung von „Sein“ und „Nichts“. Zum anderen hätten die von ihr verwendeten Ausdrücke keinen empirisch angebbaren Sinn. So sei nicht klar, wann Sätze, in denen das Wort „Gott“ vorkommt, wahr sind, da nicht angebbar sei, mit welchen Beobachtungssätzen solche Sätze vereinbar wären.
In eine ähnliche Richtung zielt Antony Flew. Flew betrachtet allerdings nicht die Verifizierbarkeit, sondern die Falsifizierbarkeit einer Behauptung als Bedingung für ihre Sinnhaftigkeit. Aussagen wie die der religiösen Sprache, in der Behauptungen aufgestellt werden, die durch keinerlei Fakten erschüttert werden könnten, seien daher sinnlos.
Carnaps strenge Verifikationskriterien gelten heute weitgehend als überholt. Schon Karl Popper hatte das Prinzip mit der Begründung zurückgewiesen, dass sonst schon die einfachsten Naturgesetze sinnlos wären, da sich Allaussagen niemals verifizieren ließen.
Weiterhin wird heute von den meisten Wissenschaftstheoretikern davon ausgegangen, dass „es auch in der wissenschaftlichen Sprache Sätze gibt, die man nicht durch Erfahrung bestätigen kann, weil sie die Voraussetzungen beschreiben, auf deren Hintergrund all unsere Theoriebildungen funktionieren, aber dennoch eine klar angebbare Bedeutung haben“.
Willard Van Orman Quine hat unsere Sprache und die dahinter stehenden Überzeugungen mit einem Netz verglichen, in dem es erfahrungsfernere und erfahrungsnähere Regionen gibt und das nur an den Rändern durch Beobachtungen fixiert wird. Quine nennt dies die „Unterbestimmtheit (underdetermination) eines Systems durch Erfahrung“ (Duhem-Quine-These).

### Falschheit
Einwände, die die Falschheit religiöser Überzeugungen behaupten, können grundsätzlich in einen logischen Typ, der von der Widersprüchlichkeit des traditionellen Gottesbegriffs ausgeht, und einen empirischen Typ, der die Existenz Gottes als mit den Eigenschaften der Welt unvereinbar erklärt, eingeteilt werden.

#### Ontologischer Nichtexistenz-Beweis
Die am Gottesbegriff einsetzenden Einwände ähneln strukturell dem ontologischen Argument. So kontrastiert zum Beispiel John N. Findlay sein Argument gegen die Existenz Gottes mit dem ontologischen Argument Anselms. Es wird daher von einigen Interpreten „ontological disproof“ genannt und hat folgende Struktur:
- Gott darf nicht zufällig, sondern muss notwendig existieren
- Es gibt keine notwendige Existenz, sondern nur logische Notwendigkeit. Aussagen über Notwendigkeit bringen nur logisch-begriffliche Zusammenhänge zum Ausdruck
- Also kann es kein notwendigerweise existierendes Wesen wie Gott geben

Den Hintergrund der Argumentation Findlays bildet eine Auffassung der Modalitäten (der Begriffe Möglichkeit, Notwendigkeit etc.) wie sie in der ersten Hälfte des 20. Jahrhunderts vor allem in der Philosophie des Logischen Positivismus vertreten wurde. In der Philosophie der Gegenwart ist die Skepsis gegenüber jenseits der logischen Notwendigkeit liegenden Notwendigkeiten inzwischen zurückgegangen. Problematisch am ontologischen Nicht-Existenz-Beweis ist insbesondere folgende Selbstwidersprüchlichkeit: Wenn der Beweis mit logischer Notwendigkeit auftreten will, dürfte er keinerlei Aussagen über die Existenz nicht-logisch-begrifflicher Entitäten machen. Dann aber ist über die Existenz Gottes nichts ausgesagt bzw. geschlussfolgert.

#### Theodizeeproblem
Der bekannteste und existenziell relevanteste Einwand gegen religiöse Überzeugungen ist das Problem des Übels, das oft auch als Theodizee bezeichnet wird. Es wird meist unterschieden nach physischen und moralischen Übeln. Physische Übel bestehen ohne moralisch relevantes Zutun des Menschen (Naturkatastrophen, Krankheiten, Leiden etc.); moralische Übel gehen dagegen auf moralisch relevantes menschliches Handeln zurück (zum Beispiel die vorsätzliche oder fahrlässige Zufügung von körperlichen oder seelischen Schmerzen). Eine Zwischenstellung nehmen physische Übel ein, die aufgrund von moralischen Übeln entstanden sind – zum Beispiel die Schädigung von Menschen durch wirtschaftliche Fehlentscheidungen und Naturzerstörung. Unterschieden wird außerdem zwischen notwendigen Übeln, die um eines größeren Gutes willen in Kauf genommen werden, und sinnlosen Übel, bei denen kein solcher Zusammenhang erkennbar ist.
Die Auffassungen, die aus dem Faktum des Übels einen Einwand gegen die Vernünftigkeit religiöser Überzeugungen entwickeln, unterscheiden sich darin, ob sie an das grundsätzliche Faktum, dass es überhaupt Übel gibt oder an das konkrete Ausmaß des Übels anknüpfen. Weiterhin entwickeln sie aus dem Faktum des Übels auf unterschiedliche Weise ihren Einwand gegen die Vernünftigkeit religiöser Überzeugungen. Die stärkste vertretene These ist die von der Unvereinbarkeit der Existenz des Übels mit der Existenz eines gütigen Gottes. Nach dieser Ansicht ist es unmöglich, dass es für das Übel irgendwelche guten Gründe geben könne, die mit der Existenz Gottes vereinbar wären.
Die Lösungsversuche des Problems des Übels unterscheiden sich nach der Stärke der Argumentationsziele:
- Die defensivste Argumentationsstrategie hat nur die grundsätzliche Vereinbarkeit der Existenz Gottes mit der Existenz des Übels zum Ziel. In diesem Zusammenhang wird argumentiert, dass mit der göttlichen Schaffung freier Handlungssubjekte diese auch die Möglichkeit hätten, Leid und Unrecht herbeizuführen (free will defence).[92]
- Es werden aber auch positive Gründe dafür angeführt, dass das Übel einen bestimmten Sinn oder Zweck habe. Diese Versuche werden auch „Theodizeen“ genannt. Unter anderem wird argumentiert, dass das Übel die angemessene göttliche Strafe für Sünden sei, dass wirkliche Freiheit ein gewisses Ausmaß physischer Übel voraussetze oder dass Übel die Gelegenheit zur Verbesserung unseres Charakters bieten.
- Schließlich wird die Position vertreten, dass der Sinn des Übels für den Menschen unerforschlich bleiben müsse, da er nicht über den Erkenntnisstand Gottes verfüge.[93]

#### Naturalistische Erklärungen der Religion
Religionskritische Einwände setzen oft an den Entstehungsursachen religiöser Überzeugungen an. So wird häufig behauptet, Religionen seien Produkte der Angst und daher natürlich erklärbar. Neuere naturalistische Varianten knüpfen an die Evolutionstheorie an, die sie auch auf Sprache, Kultur und Religion ausdehnen.
Eine andere naturalistische Erklärungsvariante von Religion beruft sich auf die Neurowissenschaften. Es wird darauf hingewiesen, dass die Untersuchung meditierender Personen mit bildgebenden Verfahren Hinweise darauf gegeben haben, dass religiöse Aktivitäten mit bestimmten charakteristischen Aktivitätsmustern des Gehirns korreliert sind. Einige Interpreten schließen daraus, dass religiöse Wahrnehmungen sich gänzlich auf deren neuronale Grundlage reduzieren lassen und ihnen kein Realitätsgehalt zukomme.
Als problematisch wird an diesen religionskritischen Positionen angesehen, dass sie Formen eines genetischen Fehlschlusses darstellen: aus der natürlichen Erklärbarkeit des Entstehens einer Überzeugung werde auf deren Falschheit geschlossen. Weder aus der Nützlichkeit noch aus der evolutionären Vorgeschichte einer Überzeugung folge jedoch irgendetwas über ihre Wahrheit oder Falschheit.

### Mangelhafte Begründung
Einige religionskritische Argumente erheben zwar nicht den Anspruch, dass religiöse Überzeugungen nachweisbar falsch seien, wollen sie aber als mangelhaft begründet bzw. als prinzipiell nicht begründbar aufweisen. So nannte etwa Bertrand Russell als einen wesentlichen Grund für seine Kritik an religiösen Überzeugungen den Mangel an klaren empirischen Belegen. Antony Flew schloss daran an und behauptete, dass derjenige, der religiöse Aussagen aufstellt und etwa die Existenz Gottes behauptet, in der Beweispflicht ist. Zunächst sei von der Ausgangsannahme auszugehen, dass man weder etwas über die Existenz Gottes noch seine Eigenschaften weiß (Presumption of Atheism). Eine radikalisierte Version dieser Kritik wird William Kingdon Clifford zugeschrieben, der es aus moralischen Gründen grundsätzlich ablehnt, jemals irgendetwas ohne hinreichende Gründe zu glauben.
Als Einwand gegen diese Positionen wird erhoben, dass die „Presumption of Atheism“ ihrerseits eine starke Voraussetzung darstellt, die angesichts des weit verbreiteten Phänomens des Religiösen und der zahlreichen historisch vorgetragenen Argumente für die Existenz Gottes bestritten werden kann. Peter van Inwagen, William Alston und Alvin Plantinga haben darauf hingewiesen, dass für die Begründung religiöser im Vergleich zu anderen weltanschaulichen Überzeugungen andere Standards aufgestellt werden. Religiöse Überzeugungen würden sich jedoch hinsichtlich des Status ihrer Begründung nicht grundsätzlich von anderen Bestandteilen unseres Weltbildes unterscheiden. Wie die religiösen Überzeugungen beruhten gerade die fundamentalsten Überzeugungen unseres Alltagslebens und die wichtigsten Entscheidungen unseres Lebens nicht auf wissenschaftlichen Begründungen – trotzdem hätten wir nicht das Gefühl, unvernünftig zu handeln.

### Gestörte Erkenntnisverhältnisse
Ein wesentlicher Traditionsstrang der neuzeitlichen Religionskritik beruft sich darauf, dass religiöse Überzeugungen auf gestörte Erkenntnisverhältnisse des Menschen zurückgehen. So ist für Ludwig Feuerbach die falsch verstandene Religion – ihr „falsches Wesen“ – die Projektion menschlicher Ideale in einen fiktiven außerweltlichen Gegenstandsbereich. Auf dem Umweg über Gott glaube der Mensch, zur Erfüllung seiner innerweltlich unerfüllbaren Wünsche und Ideale zu kommen. Das „wahre Wesen“ der Religion bestehe hingegen in der Erkenntnis, dass die Gattung Mensch selbst göttlich und verehrungswürdig sei.
Für Karl Marx und Friedrich Engels ist Religion vor allem ein gesellschaftliches Phänomen. Sie ist Bestandteil des ideologischen Überbaus und als solcher ein Produkt gesellschaftlicher und letztlich ökonomischer Verhältnisse. In der Religion finde das von den ökonomischen Verhältnissen entfremdete Volk jene tröstenden Illusionen, die ihm sein elendes Los erträglich machen. Mit Verbesserung der ökonomischen Verhältnisse werde die Religion von alleine absterben. Effiziente Religionskritik bestehe daher in der Veränderung der herrschenden ökonomischen Verhältnisse.
In der psychoanalytischen Theorie von Sigmund Freud ist die Religion ein Produkt unbewusster psychologischer Mechanismen, die aufgrund des zwischen Rivalität und Bewunderung schwankenden Verhältnisses zum eigenen Vater zur Vorstellung Gottes als Übervater führen. In Anlehnung an Sigmund Freud wird in der psychoanalytischen Tradition Religion oft als Produkt menschlicher Wünsche, Sehnsüchte, Ängste und Verdrängungsmechanismen betrachtet.
Als grundsätzliches Problem dieser Projektionstheorien wird von Kritikern die Vermengung von „Fragen der Entstehung mit Fragen der Wahrheit bzw. Begründung von Überzeugungen“ angesehen. Daraus, dass es für eine Überzeugung „natürliche“ Erklärungen gebe, folge weder, dass diese Überzeugung falsch noch dass sie nicht hinreichend begründet ist. „Würde man Projektionstheorien also als ein Argument gegen die Wahrheit religiöser Überzeugungen benützen, so würde man den Argumentationsfehler der Petitio Principii begehen“.

### Schädlichkeit
Religionskritische Argumente, die auf die Schädlichkeit religiöser Überzeugungen zielen, gehen meist von einem bestimmten Ideal eines gelingenden individuellen oder gesellschaftlichen Lebens aus, dessen Erreichen mit dem Hegen religiöser Überzeugungen erschwert werde. So wird etwa kritisiert, dass Religionen Verdammungsängste schüren, persönliche Freiheiten beschränken und eine lebensfeindliche Moral fördern. Andere Einwände sehen eine soziale und kulturelle Schädlichkeit von Religion im Vordergrund und kritisieren etwa grausame religiöse Praktiken, Religionskriege, gewaltsame Missionierungen und religiös motivierten Terrorismus. Außerdem wird moniert, dass Religionen wissenschaftlichen Fortschritt behindert oder kritikwürdige Regierungen als gottgewollt hingestellt haben. Insbesondere gegen die monotheistischen Religionen wird seit Hume auch immer wieder der Vorwurf erhoben, dass sie eine Geisteshaltung der Intoleranz und die Bereitschaft zur Unterdrückung anderer fördern.
Gegen diese Argumente wird zunächst grundsätzlich die Legitimität bezweifelt, die Wahrheit einer Überzeugung mit ihrer Nützlichkeit zu koppeln. Weiterhin wird eingewandt, dass die Schädlichkeitsvorwürfe auf eine kaum entscheidbare empirische Diskussion hinauslaufen, da eine Gesamtnutzen-Bilanz einer Religion nur schwer erhoben werden kann. Als Verteidigung der Religionen wird in diesem Zusammenhang oft auf deren Kulturleistungen, das humanitäre Engagement religiöser Menschen, die stimulierende Wirkung der Religionen auf den wissenschaftlichen Fortschritt, ihren Einfluss auf die Entwicklung der Menschenrechtsidee und die stabilisierende Funktion der Religion für Individuum und Gesellschaft hingewiesen.